# Buraro Detudamo
Buraro Robidok Bagewa Detudamo (* 1931; † 5. Juni 1994) war ein nauruanischer Politiker. Er war der einzige Sohn von Timothy Detudamo und Schwager von Kennan Adeang. Als Buraro noch ein Junge war, ging seine Familie auf die Chuuk-Inseln.
Detudamo war Mitglied des lokalen Regierungsrates von Nauru, des Legislativrates von Nauru und des Parlaments von Nauru. Außerdem war er zwischen 1968 und 1989 als Minister zur Unterstützung des Präsidenten von Nauru in allen Kabinetten von Hammer DeRoburt tätig.
1992 war Buraro Detudamo der Kandidat der Opposition für die Präsidentschaft und verlor gegen Bernard Dowiyogo in einer Abstimmung mit 7:10. Detudamo bekleidete das Amt des Ministers für öffentliche Arbeiten.